# Aiétész
Aiétész, görög mitológiai alak, Kolkhisz királya, Héliosz és Perszé fia, Pasziphaé és Kirké bátyja. Aszterodeiától, első feleségétől született két leánya, Médeia és Khalkiopé, Eidüiától, a második feleségtől, egyetlen fia, Apszürtosz.
Amikor Phrixosz és Hellé, Athanasz és Nephelé gyermekei az isteni aranygyapjas koson menekülni kényszerült Orkhomenoszból, Aiétész menedéket nyújtott Phrixosz számára (Hellé menet közben a tengerbe esett a „Hellészpontosz”-nál, ami az ő nevét őrzi, és Poszeidón párja lett). A király az ifjúhoz adta feleségül egyik lányát, Khalkiopét, „az ércarcút”, a fiú pedig a kost Aiétésznek ajándékozta. A király a kost Arésznek áldozta, és a kos kifeszített bőrét, az aranygyapjút, Arész szentélye előtt egy tölgyfára feszítették ki, egy sárkány őrizte. Ezért a gyapjúért indult útnak – Phrixosz halála után – Iaszón az Argó nevű hajón, hogy társai, az argonauták segítségével megszerezze azt. Iaszón megszerezte a másik királylány, a varázshatalommal is rendelkező Médeia pártfogását (és szerelmét), és a nő segítségével ellopta az aranygyapjút, és elmenekültek a hajóján. Aiétész hajókat indított utánuk fia, Apszürtosz vezetésével, de az üldözés sikertelen volt, sőt a királyfi is meghalt, miután Iaszón és Médeia csapdába csalta és megölte. Az öreg Aiétészt saját testvére, Perszész elüldözte, de később Médosz, Médeia fia visszaszerezte számára a trónt.